# Lvds
Tín hiệu vi phân điện áp thấp, viết tắt là LVDS (Tiếng Anh: Low-Voltage Differential Signaling), còn được gọi là TIA / EIA-644, là một tiêu chuẩn kỹ thuật mà xác định đặc tính điện của một khác biệt, giao thức truyền thông nối tiếp. LVDS hoạt động ở công suất thấp và có thể chạy ở tốc độ rất cao, sử dụng các loại cáp rẻ tiền đồng xoắn cặp. Kể từ LVDS là một đặc điểm kỹ thuật lớp vật lý duy nhất, rất nhiều chuẩn giao tiếp dữ liệu và các ứng dụng sử dụng nó, nhưng sau đó thêm một lớp liên kết dữ liệu như được định nghĩa trong mô hình OSI trên đầu trang của nó.
LVDS đã được giới thiệu vào năm 1994, và đã trở thành phổ biến trong các sản phẩm như màn hình LCD-TV, hệ thống thông tin giải trí ô tô, máy công nghiệp và thị giác máy, máy tính xách tay và máy tính bảng, và các hệ thống thông tin liên lạc. Các ứng dụng điển hình là đoạn video tốc độ cao, đồ họa, video camera truyền dữ liệu, và mục đích chung xe buýt máy tính. Ban đầu, các máy tính xách tay và các nhà cung cấp màn hình LCD thường được sử dụng các LVDS hạn thay vì FPD-Link khi đề cập đến ứng dụng của họ, và thời hạn LVDS đã nhầm trở thành đồng nghĩa với Flat Panel Display Link trong từ vựng kỹ thuật video hiển thị.